# Московский международный кинофестиваль 1991
XVII Московский международный кинофестиваль открылся 8 июля 1991 года.

## Жюри
Председатель жюри:
- Олег Янковский, актёр (СССР)

Состав жюри:
- Марта Месарош — режиссёр (Венгрия)
- Габриэле Рорер-Кумлин — продюсер (ФРГ)
- Кан Су Йён[англ.] — актриса (Республика Корея)
- Мишель Мерсье — актриса (Франция)
- Душан Макавеев — режиссёр (Югославия)
- Луиджи Маньи[англ.] — режиссёр (Италия)
- Мануэль Гутьеррес Арагон — режиссёр (Испания)

## Фильмы-участники
- «Бесшумный порох» — Gluvi barut (Югославия, режиссёр Бато Ченгич)
- «Блестящий ход» — Коллективный иск / Class action (США, режиссёр Майкл Эптид)
- «Вот она, свобода!» — Itt a szabadsag! (Венгрия, режиссёр Петер Вайда)
- «Дорз» — The Doors (США, режиссёр Оливер Стоун)
- «Домашнее задание» — La tarea (Мексика, режиссёр Хайме Умберто Эрмосильо)
- «Дон Жуан в аду» — Don Juan en los infiernos (Испания, режиссёр Гонсало Суарес)
- «Египтянин» — Война в Египте / Аль-муатын аль-миссри (Египет, режиссёр Салах Абу Сейф)
- «Мадам Бовари» — Madame Bovary (Франция, режиссёр Клод Шаброль)
- «Невесты» — (КНР, режиссёр Ван Цзинь)
- «Отец» — Father (Австралия, режиссёр Джон Пауэр)
- «Отныне и навеки» — Immer und ewig (Швейцария, режиссёр Самир)
- «Пари» — Zaklad (Польша, режиссёр Тереза Котлярчик)
- «Пегий пёс, бегущий краем моря» — (СССР — ФРГ, режиссёр Карен Геворкян)
- «Под вечер» — Verso sera (Италия-Франция, режиссёр Франческа Аркибуджи)
- «Путь в Чонсон» — Чёнсонгуро ганункил (Республика Корея, режиссёр Ли Ду Ён)
- «Пыль человеческая» — Матти манушулу (Индия, режиссёр Б. Нарсинг Рао)
- «Ромео» — Romeo (Нидерланды, режиссёр Рита Хорст)
- «Сад» — The garden (Великобритания — Германия, режиссёр Дерек Джармен)
- «Страховой агент» — The adjuster (Канада, режиссёр Атом Эгоян)
- «Сукины дети» — (СССР, режиссёр Леонид Филатов)
- «Тоска по дому Валериана Врубеля» — Das heimweh des Walerjan Wrobel (ФРГ, режиссёр Рольф Шюбель)
- «Финал кубка» — Гмар гави’а (Израиль, режиссёр Эран Риклис)

## Награды
«Золотой Георгий»
- «Пегий пёс, бегущий краем моря» (СССР — ФРГ, реж. Карен Геворкян)

«Специальный серебряный Георгий»
- «Страховой агент» / The adjuster (Канада, реж. Атом Эгоян)
- «Невесты» (Китай, реж. Ван Цзинь)

«Серебряный Георгий»
- Актёры Мустафа Надаревич и Бранислав Лечич[англ.] («Бесшумный порох»/ Gluvi barut, Югославия)
- Актриса Изабель Юппер («Мадам Бовари» / Madame Bovary, Франция)

«Бронзовый Георгий»
Не вручался.
Особое упоминание жюри
- «Домашнее задание» / La tarea (Мексика, реж. Хайме Умберто Эрмосильо)

Особое упоминание
- «Разлучница», внеконкурсный фильм (СССР, реж. Амир Каракулов)
- «Тоска по дому Валериана Врубеля» / Das heimweh des Walerjan Wrobel (ФРГ, реж. Рольф Шюбель)
- «Изыди!», внеконкурсный фильм (СССР, реж. Дмитрий Астрахан)
- Программа документальных фильмов «Уральский феномен»

Приз христианского жюри
- «Пегий пёс, бегущий краем моря» (СССР — ФРГ, реж. Карен Геворкян)

Премия ФИПРЕССИ
- «Пегий пёс, бегущий краем моря» (СССР — ФРГ, реж. Карен Геворкян)